# Arnold Karlström
Oskar Arnold Karlström, född 18 december 1901 i Svanby, Tierps socken, Uppsala län, död 2 december 1985 i Enskede församling, Stockholm, var en svensk konstnär och silversmed. 
Han var son till konstsmeden Oskar Karlström och Hanna Karlsson. 
Karlström studerade vid Högre konstindustriella skolan i Stockholm 1919–1922 samt i München. Han medverkade i samlingsutställningar med bland annat Sveriges allmänna konstförening. Sitt första erkännande som glaskonstnär fick Karlström 1922, då han i Kostas tävling delade första priset med Sven Erixson. Bland hans offentliga arbeten märks utsmyckningar för bland annat Västerledskyrkan, Hallstaviks kyrka, Hässelby Villastads kyrka, Skillingaryds kyrka och Spånga kyrka. 
Vid sidan av sitt arbete som silversmed och ciselör målade han tavlor med landskapsmotiv i olja eller gouache. Han var under en period lärare vid Konstfackskolan i Stockholm.
Karlström är representerad vid Nationalmuseum med en glasurna. Han är begravd på Spånga kyrkogård.